# Épreuve par équipes de patinage artistique aux Jeux olympiques de 2018
Pour des articles plus généraux, voir Patinage artistique aux Jeux olympiques de 2018 et Jeux olympiques d'hiver de 2018.
Navigation
Sotchi 2014 Pékin 2022
L'épreuve par équipes de patinage artistique aux Jeux olympiques de 2018 se déroule du 9 au 12 février 2018 au palais des glaces de Gangneung en Corée du Sud.

## Calendrier des compétitions
- Épreuves avec médailles

Tous les horaires sont à l'heure de Séoul (UTC+9).
| Date       | Horaire | Épreuve                                              |
| ---------- | ------- | ---------------------------------------------------- |
| 9 février  | 10 h 30 | Épreuve par équipes : Programme court (Messieurs)    |
| 9 février  | 10 h 30 | Épreuve par équipes : Programme court (Couples)      |
| 11 février | 10 h 00 | Épreuve par équipes : Danse courte (Danse sur glace) |
| 11 février | 10 h 00 | Épreuve par équipes : Programme court (Dames)        |
| 11 février | 10 h 00 | Épreuve par équipes : Programme libre (Couples)      |
| 12 février | 10 h 00 | Épreuve par équipes : Programme libre (Messieurs)    |
| 12 février | 10 h 00 | Épreuve par équipes : Programme libre (Dames)        |
| 12 février | 10 h 00 | Épreuve par équipes : Danse libre (Danse sur glace)  |

## Format de l'épreuve
Dix pays sont qualifiés, selon les résultats de leurs patineurs et patineuses dans les compétitions internationales l'année précédant les Jeux olympiques.
Chaque équipe présente un patineur, une patineuse, un couple artistique et un couple de danse, pour le programme court. Les participants doivent être qualifiés pour les épreuves individuelles (ou en couple) de la compétition olympique, mais une équipe à laquelle il manquerait un patineur / une patineuse ou un couple artistique / de danse dans une des disciplines peut présenter un patineur ou un couple non qualifié.
Les points sont attribués en fonction du classement à chaque épreuve (de 10 points au 1er à 1 point au 10e). Les cinq pays les mieux classés après l'ensemble des programmes courts concourent sur les programmes libres, en pouvant procéder à deux changements dans leur équipe.
Les points sont attribués sur les programmes libres selon le même principe que sur les programmes courts et les équipes sont classées au cumul des deux épreuves dans les quatre catégories.

## Participants
| Pays                          | Hommes                  | Femmes                             | Couples                                                                 | Danseurs                             |
| ----------------------------- | ----------------------- | ---------------------------------- | ----------------------------------------------------------------------- | ------------------------------------ |
| Allemagne                     | Paul Fentz              | Nicole Schott                      | Aljona Savchenko / Bruno Massot                                         | Kavita Lorenz / Joti Polizoakis      |
| Athlètes olympiques de Russie | Mikhail Kolyada         | Ievguenia Medvedeva Alina Zagitova | Evgenia Tarasova / Vladimir Morozov Natalia Zabiiako / Aleksandr Enbert | Ekaterina Bobrova / Dmitri Soloviev  |
| Canada                        | Patrick Chan            | Gabrielle Daleman Kaetlyn Osmond   | Meagan Duhamel / Eric Radford                                           | Tessa Virtue / Scott Moir            |
| Chine                         | Yan Han                 | Li Xiangning                       | Yu Xiaoyu / Zhang Hao                                                   | Wang Shiyue / Liu Xinyu              |
| Corée du Sud                  | Cha Jun-hwan            | Choi Da-bin                        | Kim Kyu-eun / Alex Kangchan Kam                                         | Min Yu-ra / Alexander Gamelin        |
| États-Unis                    | Nathan Chen Adam Rippon | Mirai Nagasu Bradie Tennell        | Alexa Scimeca Knierim / Chris Knierim                                   | Maia Shibutani / Alex Shibutani      |
| France                        | Chafik Besseghier       | Maé-Bérénice Meité                 | Vanessa James / Morgan Ciprès                                           | Marie-Jade Lauriault / Romain Le Gac |
| Israël                        | Alexei Bychenko         | Aimee Buchanan                     | Paige Conners / Evgeni Krasnopolski                                     | Adel Tankova / Ronald Zilberberg     |
| Italie                        | Matteo Rizzo            | Carolina Kostner                   | Nicole Della Monica / Matteo Guarise Valentina Marchei / Ondřej Hotárek | Anna Cappellini / Luca Lanotte       |
| Japon                         | Keiji Tanaka Shoma Uno  | Satoko Miyahara Kaori Sakamoto     | Miu Suzaki / Ryuichi Kihara                                             | Kana Muramoto / Chris Reed           |

## Podium
| Épreuve             | Or                  | Argent                                          | Bronze                      |
| ------------------- | ------------------- | ----------------------------------------------- | --------------------------- |
| Épreuve par équipes | Canada - Scott Moir | Athlètes olympiques de Russie - Dmitri Soloviev | États-Unis - Alex Shibutani |

## Résultats

### Programme court Messieurs
| Rang | Nom               | Pays                          | Points | Points équipe |
| ---- | ----------------- | ----------------------------- | ------ | ------------- |
| 1    | Shoma Uno         | Japon                         | 103.25 | 10            |
| 2    | Alexei Bychenko   | Israël                        | 88.49  | 9             |
| 3    | Patrick Chan      | Canada                        | 81.66  | 8             |
| 4    | Nathan Chen       | États-Unis                    | 80.61  | 7             |
| 5    | Matteo Rizzo      | Italie                        | 77.77  | 6             |
| 6    | Cha Jun-hwan      | Corée du Sud                  | 77.70  | 5             |
| 7    | Yan Han           | Chine                         | 77.10  | 4             |
| 8    | Mikhail Kolyada   | Athlètes olympiques de Russie | 74.36  | 3             |
| 9    | Paul Fentz        | Allemagne                     | 66.32  | 2             |
| 10   | Chafik Besseghier | France                        | 61.06  | 1             |

### Programme court Dames
| Rang | Nom                 | Pays                          | Points | Points équipe |
| ---- | ------------------- | ----------------------------- | ------ | ------------- |
| 1    | Ievguenia Medvedeva | Athlètes olympiques de Russie | 81.06  | 10            |
| 2    | Carolina Kostner    | Italie                        | 75.10  | 9             |
| 3    | Kaetlyn Osmond      | Canada                        | 71.33  | 8             |
| 4    | Satoko Miyahara     | Japon                         | 68.95  | 7             |
| 5    | Bradie Tennell      | États-Unis                    | 68.94  | 6             |
| 6    | Choi Da-bin         | Corée du Sud                  | 65.73  | 5             |
| 7    | Li Xiangning        | Chine                         | 58.62  | 4             |
| 8    | Nicole Schott       | Allemagne                     | 55.32  | 3             |
| 9    | Maé-Bérénice Meité  | France                        | 46.62  | 2             |
| 10   | Aimee Buchanan      | Israël                        | 46.30  | 1             |

### Programme court Couples
| Rang | Nom                                   | Pays                          | Points | Points équipe |
| ---- | ------------------------------------- | ----------------------------- | ------ | ------------- |
| 1    | Evgenia Tarasova / Vladimir Morozov   | Athlètes olympiques de Russie | 80.92  | 10            |
| 2    | Meagan Duhamel / Eric Radford         | Canada                        | 76.57  | 9             |
| 3    | Aljona Savchenko / Bruno Massot       | Allemagne                     | 75.36  | 8             |
| 4    | Alexa Scimeca Knierim / Chris Knierim | États-Unis                    | 69.75  | 7             |
| 5    | Yu Xiaoyu / Zhang Hao                 | Chine                         | 69.17  | 6             |
| 6    | Vanessa James / Morgan Ciprès         | France                        | 68.49  | 5             |
| 7    | Nicole Della Monica / Matteo Guarise  | Italie                        | 67.62  | 4             |
| 8    | Miu Suzaki / Ryuichi Kihara           | Japon                         | 57.42  | 3             |
| 9    | Paige Conners / Evgeni Krasnopolski   | Israël                        | 54.47  | 2             |
| 10   | Kim Kyu-eun / Alex Kam                | Corée du Sud                  | 52.10  | 1             |

### Danse courte
| Rang | Nom                                  | Pays                          | Points | Points équipe |
| ---- | ------------------------------------ | ----------------------------- | ------ | ------------- |
| 1    | Tessa Virtue / Scott Moir            | Canada                        | 80.51  | 10            |
| 2    | Maia Shibutani / Alex Shibutani      | États-Unis                    | 75.46  | 9             |
| 3    | Ekaterina Bobrova / Dmitri Soloviev  | Athlètes olympiques de Russie | 74.76  | 8             |
| 4    | Anna Cappellini / Luca Lanotte       | Italie                        | 72.51  | 7             |
| 5    | Kana Muramoto / Chris Reed           | Japon                         | 62.15  | 6             |
| 6    | Marie-Jade Lauriault / Romain Le Gac | France                        | 57.94  | 5             |
| 7    | Wang Shiyue / Liu Xinyu              | Chine                         | 56.98  | 4             |
| 8    | Kavita Lorenz / Joti Polizoakis      | Allemagne                     | 56.88  | 3             |
| 9    | Min Yu-ra / Alexander Gamelin        | Corée du Sud                  | 51.97  | 2             |
| 10   | Adel Tankova / Ronald Zilberberg     | Israël                        | 44.61  | 1             |

### Programme libre Messieurs
| Rang | Nom             | Pays                          | Points | Points équipe |
| ---- | --------------- | ----------------------------- | ------ | ------------- |
| 1    | Patrick Chan    | Canada                        | 179.75 | 10            |
| 2    | Mikhail Kolyada | Athlètes olympiques de Russie | 173.57 | 9             |
| 3    | Adam Rippon     | États-Unis                    | 172.98 | 8             |
| 4    | Matteo Rizzo    | Italie                        | 156.11 | 7             |
| 5    | Keiji Tanaka    | Japon                         | 148.36 | 6             |

### Programme libre Dames
| Rang | Nom               | Pays                          | Points | Points équipe |
| ---- | ----------------- | ----------------------------- | ------ | ------------- |
| 1    | Alina Zagitova    | Athlètes olympiques de Russie | 158.08 | 10            |
| 2    | Mirai Nagasu      | États-Unis                    | 137.53 | 9             |
| 3    | Gabrielle Daleman | Canada                        | 137.14 | 8             |
| 4    | Carolina Kostner  | Italie                        | 134.00 | 7             |
| 5    | Kaori Sakamoto    | Japon                         | 131.91 | 6             |

### Programme libre Couples
| Rang | Nom                                   | Pays                          | Points | Points équipe |
| ---- | ------------------------------------- | ----------------------------- | ------ | ------------- |
| 1    | Meagan Duhamel / Eric Radford         | Canada                        | 148.51 | 10            |
| 2    | Valentina Marchei / Ondřej Hotárek    | Italie                        | 138.44 | 9             |
| 3    | Natalia Zabiiako / Aleksandr Enbert   | Athlètes olympiques de Russie | 133.28 | 8             |
| 4    | Alexa Scimeca Knierim / Chris Knierim | États-Unis                    | 126.56 | 7             |
| 5    | Miu Suzaki / Ryuichi Kihara           | Japon                         | 97.67  | 6             |

### Danse libre
| Rang | Nom                                 | Pays                          | Points | Points équipe |
| ---- | ----------------------------------- | ----------------------------- | ------ | ------------- |
| 1    | Tessa Virtue / Scott Moir           | Canada                        | 118.10 | 10            |
| 2    | Maia Shibutani / Alex Shibutani     | États-Unis                    | 112.01 | 9             |
| 3    | Ekaterina Bobrova / Dmitri Soloviev | Athlètes olympiques de Russie | 110.43 | 8             |
| 4    | Anna Cappellini / Luca Lanotte      | Italie                        | 107.00 | 7             |
| 5    | Kana Muramoto / Chris Reed          | Japon                         | 87.88  | 6             |

### Résultats finaux
La Russie est championne olympique devant le Canada et les États-Unis.
| Rang                                | Nation                        | Programme court | Programme court | Programme court | Programme court | Programme libre | Programme libre | Programme libre | Programme libre | Points |
| Rang                                | Nation                        | Messieurs       | Couples         | Danse           | Dames           | Couples         | Messieurs       | Dames           | Danse           | Points |
| ----------------------------------- | ----------------------------- | --------------- | --------------- | --------------- | --------------- | --------------- | --------------- | --------------- | --------------- | ------ |
| Médaille d'or, Jeux olympiques      | Canada                        | 8               | 9               | 10              | 8               | 10              | 10              | 8               | 10              | 73     |
| Médaille d'argent, Jeux olympiques  | Athlètes olympiques de Russie | 3               | 10              | 8               | 10              | 8               | 9               | 10              | 8               | 66     |
| Médaille de bronze, Jeux olympiques | États-Unis                    | 7               | 7               | 9               | 6               | 7               | 8               | 9               | 9               | 62     |
| 4                                   | Italie                        | 6               | 4               | 7               | 9               | 9               | 7               | 7               | 7               | 56     |
| 5                                   | Japon                         | 10              | 3               | 6               | 7               | 6               | 6               | 6               | 6               | 50     |
| 6                                   | Chine                         | 4               | 6               | 4               | 4               | non qualifiée   | non qualifiée   | non qualifiée   | non qualifiée   | 18     |
| 7                                   | Allemagne                     | 2               | 8               | 3               | 3               | non qualifiée   | non qualifiée   | non qualifiée   | non qualifiée   | 16     |
| 8                                   | Israël                        | 9               | 2               | 1               | 1               | non qualifiée   | non qualifiée   | non qualifiée   | non qualifiée   | 13     |
| 9                                   | Corée du Sud                  | 5               | 1               | 2               | 5               | non qualifiée   | non qualifiée   | non qualifiée   | non qualifiée   | 13     |
| 10                                  | France                        | 1               | 5               | 5               | 2               | non qualifiée   | non qualifiée   | non qualifiée   | non qualifiée   | 13     |